# Nina, the Flower Girl
Nina, the Flower Girl er en amerikansk stumfilm fra 1917 af Lloyd Ingraham.

## Medvirkende
- Bessie Love som Nina
- Elmer Clifton som Jimmie
- Bert Hadley som Fred Townsend
- Loyola O'Connor som Mrs. Townsend
- Alfred Paget som Archie Dean